# 子守学校
子守学校（こもりがっこう）は、1870年代から1880年代にかけて、自身の幼い弟妹や他家の乳幼児の子守のため学校に通うことができない子どもたちのために作られた学校。全国に約320校、公立、私立の両方があった。

## 概要
当時は文部省唱歌の「赤とんぼ」などに見られるように、現在で言えば義務教育期間に当たる子どもが、幼い子どもを背負うなどして一日じゅう面倒を見ていた。
1872年（明治5年）の「学制発布」で近代的な学校制度を明治政府が創立したが、就学率が思うように上がらなかった。その最大の原因は、子どもたち、とくに女児が親から幼い弟妹たちの子守を、あるいは奉公先などで他家の幼児の子守を命じられて学校に行くことができないためだと論じられた。
問題を解決するために、1880年（明治13年）に全国の都道府県に子守学校の設置を命じられ、1883年(明治16年) 茨城県猿島郡小山村に、渡辺嘉重が日本最初の子守学校を開き、彼は子守りを命じられた少女たちが連れてきた幼い子たちも保育教育を行った。彼は、翌1884年(明治17年)には『子守教育法』（普及舎、1977年に復刻版あり）という著書も出している。
その後、こうした学校は41の都道府県に広がり、1920年代まで存続しており、最も運営期間が長かったのは、50年1ヶ月続いた上田子守学校である。京都経済短期大学のように、私立の子守学校として誕生したものが、その後かたちを変えながら今日もなお存続している例もある。
学校まで設けられない場合には、子守学級が設けられた。当時41の都道府県に設置されていたことが確認されている。

## 夜間学校・保育所への発展
子守をする子ども達は貧しい農村や漁村の出身で、親が教育の価値を知らず、子守学校を歓迎しないことも多かった。そのため大分県下毛郡では、明治19年（1886年）、子守から解放される時間帯である夜に地元の小学校と、学校から離れた集落の借家で、昼間子守をする子ども達を対象にした夜間学校が設けられた。
また子守学校では、乳児・幼児をつれたまま学校に行っても、授業を受ける間代わりに乳幼児の世話をしてくれる職員が配置されていたわけではなかった。公立の学校ではそこまでの配慮は到底行き届かず、民間レベルではじめてそこまでの手が及ぶようになった。明治23年（1890年）に、新潟市で赤沢鍾美・仲子夫妻が新潟静修学校付設保育施設（1908年に「守孤扶独幼稚児保護会」に改称、現赤沢保育園として新潟市中央区東湊町通にある）を開設した。これが日本最初の保育所である。
子守学校は、このように社会経済的な背景をもって特殊な事情の中で誕生したものであるが、日本の夜間学校、保育所の成立につながるものとして、日本の教育史において独特の意義を持っている。